# Biddulph Moor
Biddulph Moor är en by i Staffordshire i England. Byn ligger 34,7 km från Stafford. Orten har 1 689 invånare (2001).